# Benefícium
A benefícium (beneficium) szó latin eredetű. Jótétemény, kedvezmény, kiváltság, hűbéri szolgáltatás fejében adott birtok, javadalom, egyházi javadalom (stallum). Az egyik legfontosabb "magánjogi" intézmény volt a középkorban és az újkorban. A beneficium eredetileg élethosszig nyújtott birtok volt; nagysága változó volt, akár 100–200 mansust (jobbágytelket) is elérhette. Mindenesetre 12 mansus fölött már lovas katonai szolgálatot kellett érte teljesíteni.